# Bitwa pod Raszynem (1809)

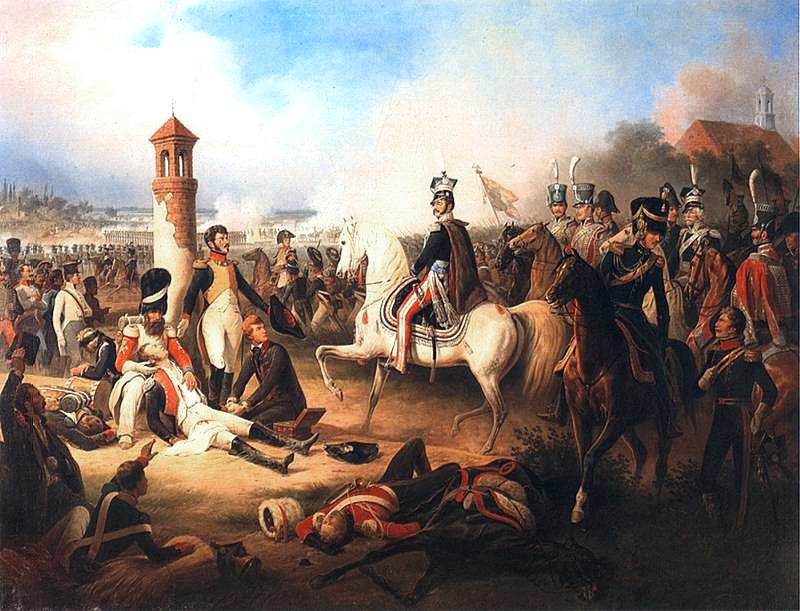
Śmierċ Cypriana Godebskiego pod Raszynem, obraz Januarego Suchodolskiego z 1855 roku

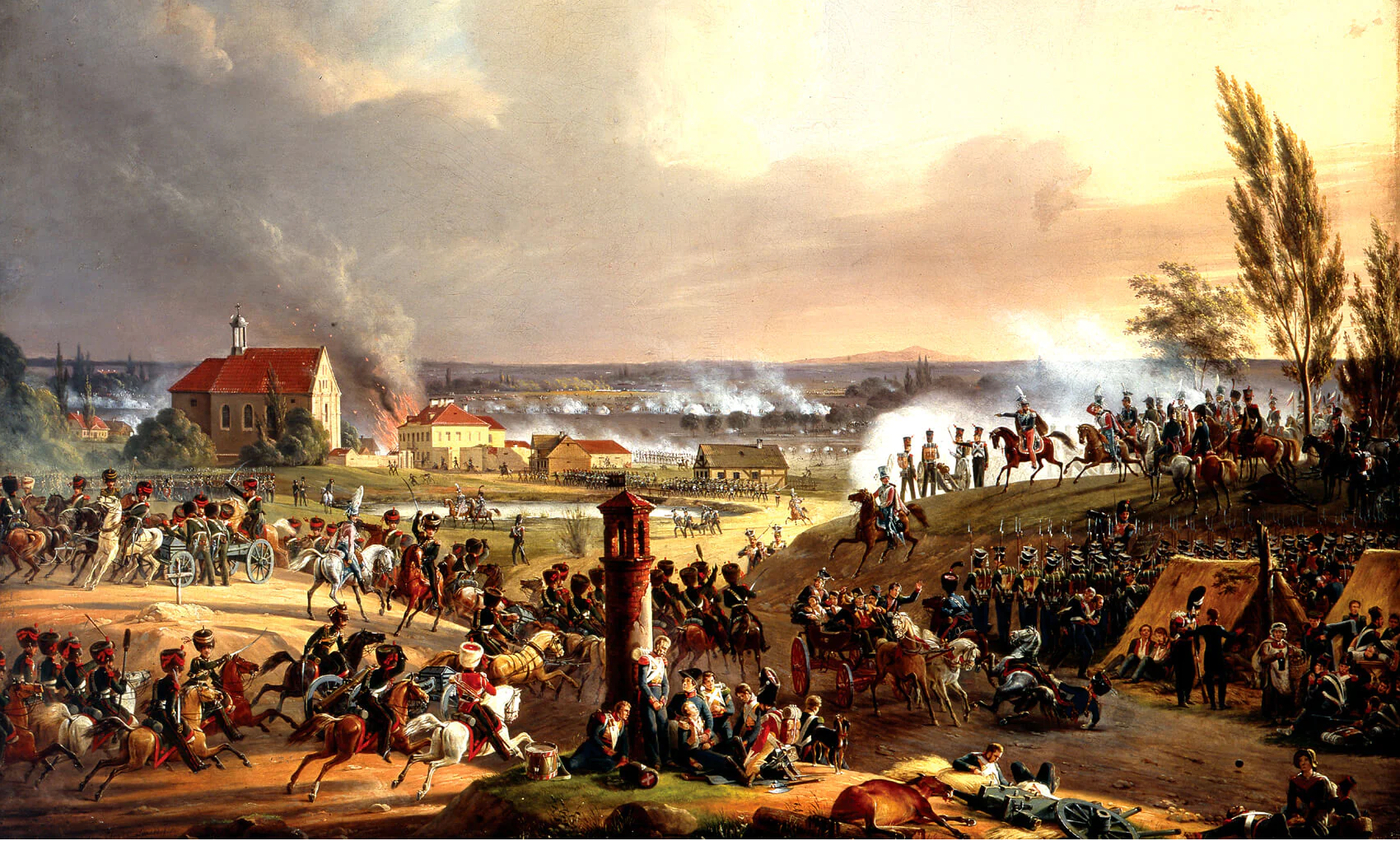
Bitwa pod Raszynem, obraz Januarego Suchodolskiego

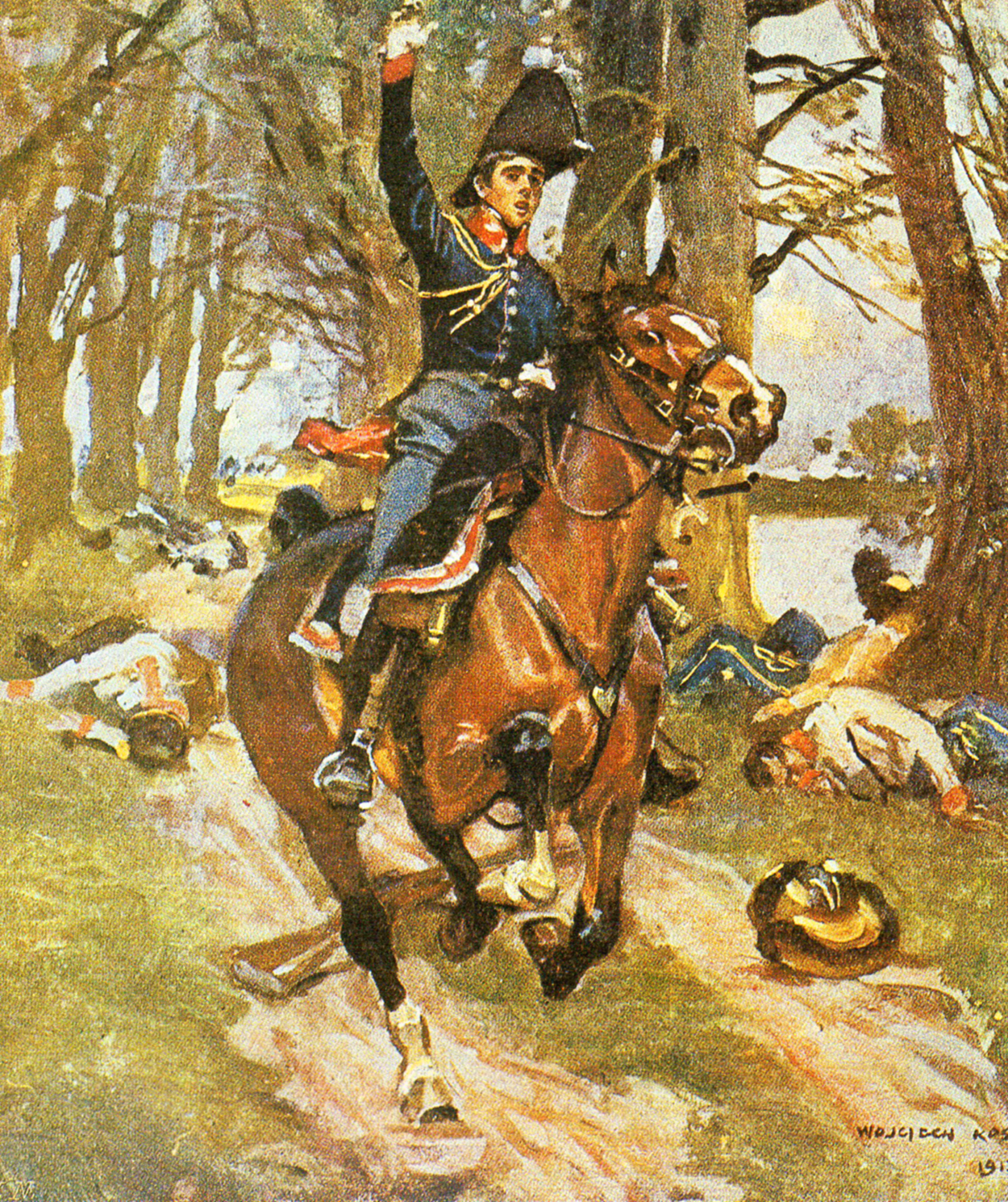
Zwyciężyliśmy! Mal. Wojciech Kossak

Bitwa pod Raszynem – stoczona została w czasie wojny z Austrią (podczas wojen napoleońskich) w dniu 19 kwietnia 1809 na terenie dzisiejszej gminy Raszyn przez wojska polskie i saskie, dowodzone przez księcia Józefa Poniatowskiego, z korpusem wojsk austriackich, pod dowództwem arcyksięcia Ferdynanda Karola d'Este. W jej wyniku obie strony podpisały konwencję, na mocy której lewobrzeżna Warszawa została oddana Austriakom, ale na korzystnych dla strony polskiej warunkach. Bitwa pozostała taktycznie nierozstrzygnięta, jednak ze strategicznego punktu widzenia okazała się sukcesem Polaków, ponieważ zapoczątkowała kampanię, której efektem było między innymi dwukrotne powiększenie obszaru Księstwa Warszawskiego i zwiększenie polskiej siły zbrojnej z 14 tys. do 60 tys. w niecałe trzy miesiące.

## Przyczyny konfliktu
Cesarstwo Austriackie, po poniesionej klęsce w 1805 roku, postanowiło wziąć odwet za upokorzenia. W tej „wojnie o niepodległość Europy” Austria nie miała sprzymierzeńców poza Zjednoczonym Królestwem, które dostarczało pieniędzy, i musiała walczyć sama. Plany wobec Księstwa Warszawskiego były częścią wojny przeciw napoleońskiej Francji. Habsburgom, którym zależało na efekcie propagandowym i podniesieniu morale własnych wojsk, wydawało się, że w słabej militarnie Polsce sukces będzie łatwo osiągnąć. Sztabowcy w Wiedniu założyli, że siła 30 tys. żołnierzy pozwoli rozbić w jednej bitwie wojsko pozostałe na ziemiach Księstwa. Wiedeńscy politycy postanowili, że Księstwo Warszawskie zostanie zlikwidowane, a jego ziemie oddane Królestwu Prus. Austria chciała w ten sposób skłonić Prusy do przystąpienia do wojny przeciw Francji. Wszystko miało powrócić do stanu sprzed traktatu tylżyckiego.
Książę Józef zdawał sobie sprawę z zagrożenia, czemu dawał wyraz w listach do Napoleona, ale cesarz był przekonany, że Austriacy nie będą zdolni do przeprowadzenia ofensywy w tym kierunku, mając przeciw sobie sprzymierzoną z Francją armię rosyjską. W Paryżu nie wiedziano o tajnej misji księcia Karola Schwarzenberga, który uzyskał w Petersburgu zapewnienie, że wojska rosyjskie nie uczynią nic dla obrony Księstwa Warszawskiego.

## Przed bitwą

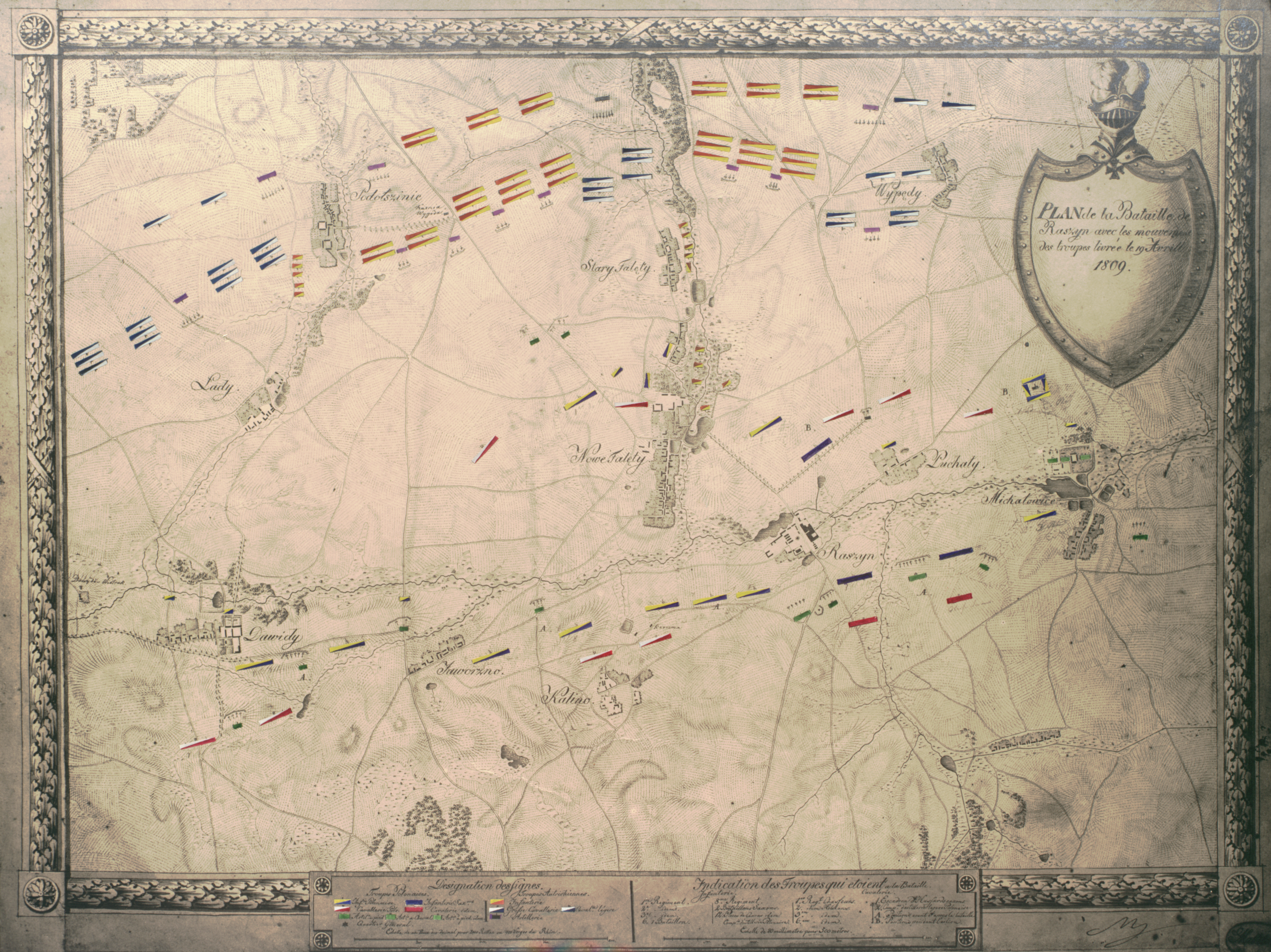
Plan bitwy pod Raszynem z 1810 roku

Arcyksiążę Ferdynand Karol d'Este 14 kwietnia wydał w Odrzywole odezwę do mieszkańców Księstwa, w której była mowa o darmo przelewanej polskiej krwi nad Ebro i Tagiem. Odezwa podkreślała, że wojska cesarskie chcą uwolnić Polaków od napoleońskiego ucisku i że Austria wyrzeka się jakichkolwiek zdobyczy, pragnąc jedynie „przywrócenia każdemu monarsze praw właściwych, przez zdobywcę wydartych”, co było zapowiedzią likwidacji Księstwa. Tego samego dnia o godzinie 19 posłał arcyksiążę bilet do księcia Poniatowskiego zapowiadając, że w ciągu 12 godzin przekroczy granicę.

### Siły austriackie
Nad Pilicą stacjonowały znaczne siły austriackie: 28 tys. bagnetów i szabel w 23 batalionach i 34 szwadronach z 94 działami. Były one gotowe do wejścia w każdej chwili na teren Księstwa. Arcyksiążę Ferdynand był przekonany, że „posiada dostateczną siłę, aby jego marsz na Warszawę był bardziej podobny do powrotu z manewrów niż do działań wojennych”.
- VII Korpus Cesarstwa Austriackiego – arcyksiążę Ferdynand Karol d'Este
  - Dywizja Piechoty Ludwiga Ferdinanda von Mondeta
    - 1 Brygada Piechoty Karla Civalarta
    - 2 Brygada Piechoty Franza von Pflachera
    - 3 Brygada Piechoty Leopolda von Trauttenberga

  - Dywizja Kawalerii Karla Augusta von Schaurotha
    - 1 Brygada Kirasjerów Sebastiana Spetha
    - 2 Brygada Huzarów Gabriela Geringera
    - 3 Detaszowana Brygada Piechoty Johanna von Branowatzky’ego

  - Oddział straży przedniej (3 pułki piechoty, w tym 48 Pułk Piechoty Cesarstwa Austriackiego Vukassovicha i 1 Pułk Huzarów) – generał Johann Mohr
  - 2 pułki artylerii
  - Oddziały pomocnicze
    - Kompanie saperów
    - Kompanie służby sanitarnej
    - Szwadrony lekkiej jazdy
    - Oddziały zaopatrzeniowe[10]

### Siły polskie

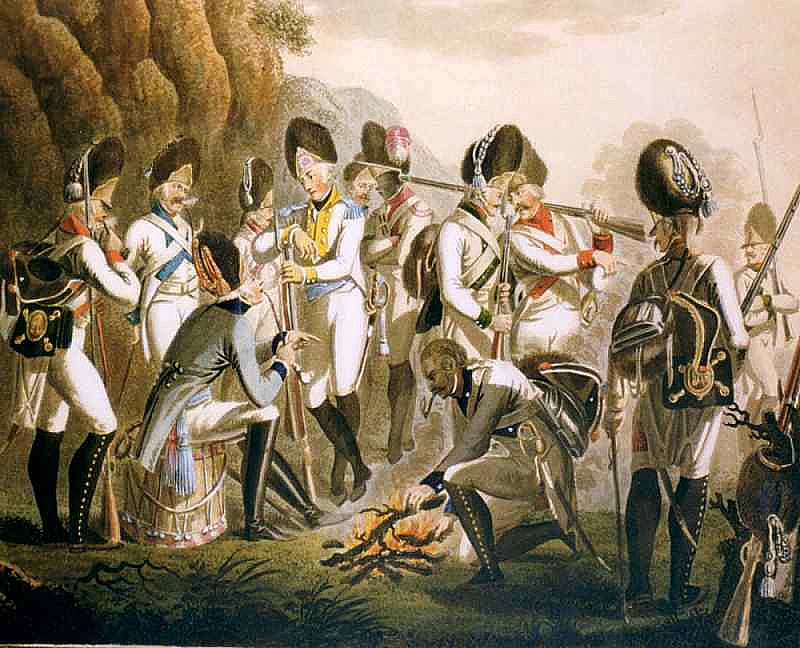
Piechota saska obroniła swoje pozycje

Wojska Polskie były o wiele skromniejsze, liczyły bowiem ok. 14 tys. żołnierzy.
- Dowódca: Książę Józef Poniatowski
  - Szef Sztabu – Stanisław Fiszer
    - Piechota (9259 żołnierzy):
      - 1 Pułk Piechoty pułkownika Kazimierza Małachowskiego (1642 żołnierzy)
      - 2 Pułk Piechoty pułkownika Stanisława Potockiego (1742 żołnierzy)
      - 3 Pułk Piechoty pułkownika Edwarda Żółtowskiego (1927 żołnierzy)
      - 6 Pułk Piechoty pułkownika Jana Kantego Sierawskiego (1346 żołnierzy, przy czym jeden z jego batalionów został przesunięty do Warszawy, aby chronić miasto przed atakiem z flanki).
      - 8 Pułk Piechoty pułkownika Cypriana Godebskiego (1500 żołnierzy)
      - 12 Pułk Piechoty pułkownika Jana Weyssenhoffa (1102 żołnierzy)

    - Kawaleria (3504 żołnierzy) pod dowództwem generała Różnieckiego:
      - 1 Pułk Strzelców Konnych pułkownika Przebendowskiego (730 żołnierzy)
      - 5 Pułk Strzelców Konnych pułkownika Kazimierza Turno (505 żołnierzy), przy czym ta jednostka została wysłana do Warszawy, aby chronić miasto przed atakiem z flanki.
      - 2 Pułk Ułanów pułkownika Tadeusza Tyszkiewicza (800 żołnierzy)
      - 3 Pułk Ułanów pułkownika Benedykta Łączyńskiego (760 żołnierzy)
      - 6 Pułk Ułanów pułkownika Dominika Dziewanowskiego (709 żołnierzy)

    - Artyleria (27 dział i 700 żołnierzy) pod dowództwem Generała Pelletiera:
      - 3 baterie artylerii pieszej po 6 dział każda (w sumie 600 żołnierzy i 18 dział)
      - 2 baterie artylerii konnej po 4 i 5 dział (w sumie 100 żołnierzy i 9 dział)

  - Sasi pod dowództwem generałów Polentza i Dyherma:
    - Piechota (1261 żołnierzy):
      - 3 bataliony (501+257+503 żołnierzy)

    - Kawaleria (180 żołnierzy):
      - Szwadron huzarów w sile 90 żołnierzy (drugi szwadron został wysłany w kierunku na Błonie)[11].

## Bitwa
11 kwietnia kawaleria polska została wezwana, by zabezpieczyć pozycje piechoty. Tego dnia generał Różniecki z 1 Pułkiem Strzelców Konnych i 3 Pułkiem Ułanów przebywał na rekonesansie na południe od Raszyna. Kilka polskich jednostek (3 Pułk Piechoty z 4 działami i 6 Pułk Ułanów) wkroczyło do Raszyna. 15 kwietnia Różniecki został wzmocniony 2 Pułkiem Ułanów i ruszył naprzeciw nadchodzącym Austriakom. Tego samego dnia Józef Poniatowski, z ośmioma batalionami, sześcioma szwadronami i 19 działami, opuścił Warszawę i ruszył w kierunku Raszyna. Sasi wyruszyli za Poniatowskim następnego dnia
19 kwietnia rano niedaleko Nadarzyna austriaccy huzarzy zaatakowali ułanów Różnieckiego. Starcie uznane zostało za zwycięstwo przez obie strony. Po stronie polskiej 2 Pułk Ułanów utrzymał swoje pozycje, a austriacka kawaleria, która próbowała Polaków oskrzydlić, wycofała się do Michałowic. Różniecki rozkazał pułkowi cofnąć się za Raszyn, gdzie razem z 1 Pułkiem Strzelców konnych tworzył główną rezerwę Poniatowskiego.

Teren bitwy w 1809 r.

Brzegi Mrowy w okolicach Raszyna były bardzo bagniste, co sprawiało, że rzeczka była przekraczalna tylko w kilku punktach, co stwarzało dobrą pozycję obronną, umożliwiającą odparcie ataku przeważających sił. Dlatego Poniatowski postanowił bronić tego właśnie odcinka swymi niewielkimi siłami. Wzdłuż rzeki rosły liczne drzewa nie pozwalające nieprzyjacielowi na wgląd w polskie pozycje.
Poniatowski wybrał pozycję pod Raszynem, bowiem wioska znajdowała się kilka kilometrów od Warszawy, miasta, na którego oddanie bez walki nie mógł sobie pozwolić bez oskarżenia o zdradę przez niechętnych mu mieszkańców stolicy. Osią polskiej pozycji była droga z Tarczyna przez Raszyn ku Błoniu, a jej newralgicznymi punktami był dwie groble, raszyńska i fałęcka.
Zwiad w sile 2340 jeźdźców pod dowództwem generała Rożnieckiego cały czas obserwował manewry Austriaków. Tymczasem przednia straż pod dowództwem generała Sokolnickiego stała blisko wsi Falenty. Prawe skrzydło pod dowództwem generała Biegańskiego (1700 żołnierzy i 4 działa), lewe skrzydło generała Kamienieckiego (1600 żołnierzy i 6 dział) i centrum generała Polentza (3 bataliony, huzarzy i 12 dział) rozwinięte były wzdłuż brzegów Mrowy. Rezerwa, czyli 1 Pułk Strzelców Konnych i pięć dział, stała na szosie Raszyn-Warszawa.
W południe Polacy zobaczyli pierwsze sztandary przedniej straży Mohra. Z lasów zaczęli wyłaniać się, ubrani w białe mundury, Austriacy. Sprawnie rozwinęli szyki bojowe i ruszyli do bitwy. Poniatowski był pewien, że Austriacy się zatrzymają. Obawiał się, że jeżeli tak się nie stanie, spróbują oskrzydlić wojska polskie marszem na Jaworową, co zmusiłoby go do szybkiego odwrotu do Warszawy, ale tak się nie stało. Pewny siebie Ferdynand Karol d’Este chciał uderzyć natychmiast i rozkazał Mohrowi atakować Falenty z marszu, bez czekania na resztę oddziałów. W chwili rozpoczęcia walki Poniatowski znajdował się w swojej kwaterze w Raszynie. Natychmiast ruszył w stronę Falent. Kazał ściągnąć trzy działa z rezerwy i rozmieścić je przed samą wsią.
Około godziny 14 zaczęła się kanonada wzdłuż całego frontu. 5 batalionów Mohra z 12 działami zaatakowało bataliony Sokolnickiego, gdzie cały ciężar obrony wziął na siebie batalion 8 pułku Godebskiego. Mohr otrzymał wsparcie 6 batalionów Civalarta z 12 działami. Gęsty dym zasnuł pola i bagniste łąki. Rejon Falent kilkakrotnie przechodził z rąk do rąk, aż w końcu zdziesiątkowany batalion zaczął cofać się na groblę falencką. Zarysował się poważny kryzys i w tej chwili osobiście interweniował Poniatowski; porwał nie biorący jeszcze udziału w walce batalion 1 pułku i pieszo, z karabinem w ręku i fajeczką w zębach uderzył na Austriaków, odbijając Falenty raz jeszcze. Bój ten przypłacił śmiertelną raną pułkownik Godebski.
Podczas walk o Falenty z batalionami Mohra, cztery szwadrony austriackich huzarów ruszyły na jednostki Kamienieckiego w Jaworowie, jednak polska artyleria otworzyła ogień i powstrzymała nacierających. Huzarzy wpadli w bagna, w których utknęli, a artyleria wyrządziła im ciężkie straty nim zdążyli się wycofać. Austriacki generał próbował oskrzydlić polskie pozycje w Jaworowie zagonem ciężkiej kawalerii, ale i ona utknęła w błocie i po ciężkich stratach musiała się wycofać w kierunku Tarczyna. Austriacy próbowali jeszcze okrążyć pozycję w Jaworowie, gdzie oddziały Kamienieckiego były atakowane frontalnie przez austriacki regiment piechoty, a z ich lewej flanki przez dwa bataliony. Około 4 tys. Austriaków przedzierało się z ogromną trudnością przez bagna, ale w ogniu polskich armat i ostrzału piechoty musieli się wycofać.
W tym czasie Mohr został wzmocniony brygadą Civalarta z 12 działami. Teraz miał 11 batalionów i 24 działa przeciwko 3 batalionom i 9 działom Sokolnickiego. Ciężka kanonada spowodowała znaczne straty. Kilka polskich składów amunicji wyleciało w powietrze, czego konsekwencją był pożar wsi Falenty. Austriacy pchnęli naprzód dwa bataliony, by zdobyły Falenty; walki trwały około dwóch godzin, ale piechota Sokolnickiego nie dała się zepchnąć z zajmowanych pozycji.
Około godziny 18, kiedy zaczęło się ściemniać, do walki weszło kilka nowych austriackich batalionów. Dwa z nich znalazły lukę w polskich pozycjach i zajęły groblę raszyńską. W tej sytuacji Sokolnicki był zmuszony rozpocząć odwrót i zostawić dwa działa. Podczas wycofywania się Polacy ponieśli straty. Ciężko ranny został szef sztabu korpusu, generał Fiszer. W tym czasie kawaleria Schaurotha (lub jak mówią inne źródła bataliony Civalarta i Mohra) ruszyła na wieś Janki bronioną przez 6 Pułk Piechoty, który, obawiając się odcięcia od reszty armii, opuścił wieś.
Austriacka piechota ścigała Polaków i nawet zepchnęła ich w rejon na południowy wschód od Raszyna. Sam Raszyn, broniony przez oddziały polsko-saskie, był atakowany centralnie przez jedną kolumnę austriacką, podczas gdy druga maszerowała bardziej na lewo. Jednak bagnisty teren uniemożliwił Austriakom przyciągnięcie dział i wyparcie Sasów z Raszyna. Poniatowski osobiście pomagał artylerzystom i zachęcał ich do podwójnego wysiłku, dzięki czemu Raszyn nie został opanowany. Przez prawie godzinę 16 polskich dział ostrzeliwało austriacką piechotę, lecz nie zdołało odebrać jej grobli. Po godzinie 21 bitwa zaczęła wygasać, a około 22 walki ustały całkowicie.

## Po bitwie

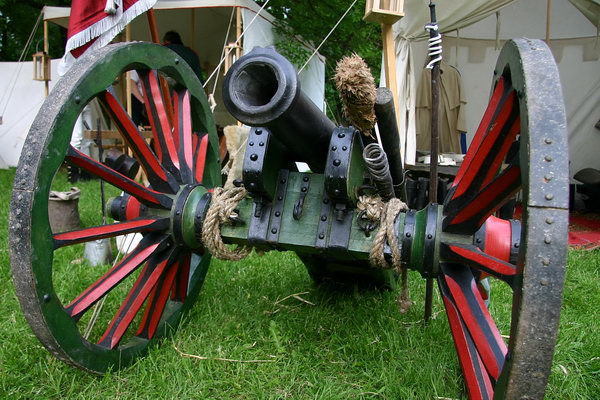
6-funtowe polskie działo regimentowe z lat 1807-1813

Zaraz po zakończeniu walk odeszły spod Raszyna – wykonując odebrany kilka dni wcześniej rozkaz – oddziały saskie. Wywołało to rozgoryczenie w szeregach. Zwykły żołnierz nic o rozkazach z Drezna nie wiedział, skłonny był więc pomawiać sojusznika o zdradę.
Wojska polskie pozostawały jeszcze godzinę na zajmowanych w czasie dnia stanowiskach. W Sztabie Generalnym pułkownik Rautenstrauch sporządził wstępne obliczenia poniesionych strat. Wynikało z nich, że 450 żołnierzy zginęło, 900 było ciężko rannych, a 40 dostało się przypuszczalnie do niewoli austriackiej lub zaginęło. Razem było to prawie 1400 ludzi – około 10% pierwotnego stanu. Poniatowskiemu pozostało więc już tylko 5 tys. piechoty i 4,5 tys. jazdy.
W późnych godzinach nocnych odbyła się w domu przy ul. Miodowej 12 w Warszawie narada wyższych dowódców. Niechętny Poniatowskiemu Zajączek optował za cofaniem się na północ, do Torunia, a nawet Gdańska, ale sprzeciwili się temu Sokolnicki, Pelletier i Dąbrowski, który przybył z Winnogóry pod sam koniec bitwy i był zwolennikiem przeniesienia działań wojennych na południe, do Galicji. W tej sytuacji Poniatowski postanowił wycofać wojsko za Wisłę.
Wojska austriackie na noc zakwaterowały się w okolicznych wsiach: Janczewicach, Podolszynie, Jankach i Falentach. Rano 20 kwietnia około godziny 9 Austriacy zorientowali się, że polskie wojsko odeszło ze stanowisk pod Raszynem. Wywołało to w sztabie austriackim zamieszanie i niepokój. Wynikało ono z faktu, że walka z Polakami poprzedniego dnia nie ułożyła się tak, jak to wcześniej zaplanowali. Straty austriackie były spore: 800 zabitych, 1600 ciężko rannych. Polacy okazali się twardym przeciwnikiem. Austriacy zdawali sobie sprawę, że jeżeli nie udało im się przełamać polskiej obrony w otwartym, nieumocnionym terenie, to zdobycie miasta będzie tym trudniejsze i może trwać długie tygodnie. Ponieważ według wiedeńskich polityków zdobycie Księstwa miało przebiegać szybko i bez kłopotów, arcyksięciu Ferdynandowi zależało na pośpiechu. Wysłał pismo do księcia Poniatowskiego z prośbą o rozmowę. Jako miejsce spotkania proponował wioskę Rakowiec, dziś część dzielnicy Ochota.

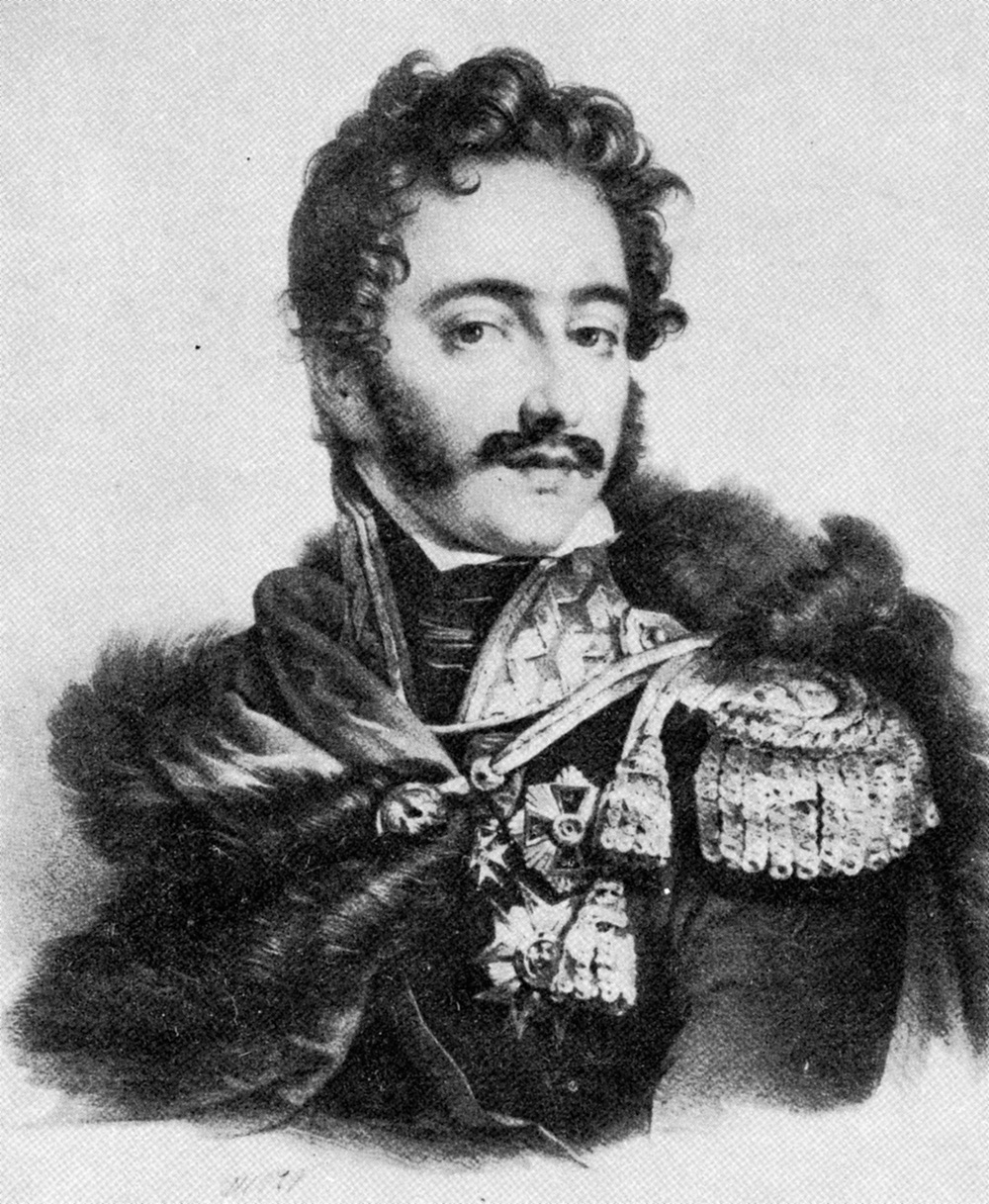
Książę Józef. Litografia Carriera

Poniatowski przystał na propozycję. Spotkanie odbyło się w godzinach popołudniowych. Arcyksiążę zaproponował stronie polskiej oddanie Warszawy bez walki, na warunkach honorowych, z prawem wyprowadzenia wszystkich wojsk ze stolicy. Poniatowski zgodził się wstępnie na rozejm, a odpowiedź o oddaniu Warszawy zobowiązał się dać po upływie terminu zawieszenia broni. Propozycja austriacka została uznana za korzystną. Wkrótce opracowano warunki oddania Warszawy Austriakom. Warszawa miała zostać oddana wojsku austriackiemu, ale:
- Austriacy nie mieli prawa nakładać na mieszkańców Warszawy kontrybucji, ani stosować wobec ludności jakichkolwiek represji;
- Wojsko polskie miało wyjść ze stolicy, zabierając z sobą wszystkie zasoby wojenne;
- Ranni żołnierze polscy, przebywający w szpitalach, mieli znaleźć się pod opieką sanitarną wojsk austriackich, jednocześnie nie będąc jeńcami i po wyzdrowieniu mieli mieć prawo opuścić Warszawę, i dołączyć do swych oddziałów, bez względu na to, gdzie te oddziały będą się wtedy znajdować;
- Przebywający w mieście rezydent francuski miał otrzymać swobodę poruszania się po terenach zajętych przez oddziały austriackie i możliwość wyjazdu ze stolicy;
- Polacy żądali na ewakuację 48 godzin, przez ten czas Austriacy mieli zostać na pozycjach zajmowanych w momencie zawarcia zawieszenia broni[2].

Austriacy przystali na polskie warunki i 21 kwietnia podpisano konwencję. Zostali wtedy też wymienieni jako zakładnicy wyżsi oficerowie obu stron. Mieli oni być gwarantami przestrzegania umowy. Do sztabu polskiego został przydzielony pułkownik Neipperg, a do austriackiego adiutant Poniatowskiego, pułkownik Józef Szumlański.
Został podpisany jeszcze drugi układ. Dotyczył on neutralizacji Warszawy i Pragi, która pozostawała w polskim ręku. By zapobiec zniszczeniu Warszawy, obie strony zobowiązały się, że nie będą się ostrzeliwać przez Wisłę. Austriacy zajęli Warszawę, a wojsko polskie kierowało się na północ, prawym brzegiem Wisły, w rejon twierdz Modlin i Serock. Piechotę prowadził Zajączek, jazdę Dąbrowski, a Pelletier artylerię. Ewakuacja stolicy odbywała się do wtóru złorzeczeń tłumów. Ciskano kamieniami w oficerów, krzyczano „Zdrada!” i „Precz z Poniatowskim!”
Arcyksiążę Ferdynand próbował jeszcze zdobyć Pragę od strony Grochowa, czego dokonać miał 4-tysięczny korpus Mohra, ale Sokolnicki z przybyłym świeżo z Pomorza 12 Pułkiem Piechoty i 2 Pułkiem Ułanów łatwo wyparł przeciwnika spod Grochowa, a następnie, w bitwie pod Ostrówkiem udaremnił Austriakom próbę budowy mostu przez Wisłę. Ten zwycięski bój spowodował rozpoczęcie ofensywy wojsk polskich w Galicji.

## Rezultaty
Książę Józef oddał nieufortyfikowaną stolicę, jednak już w pierwszych dniach maja nastąpił triumfalny marsz armii Księstwa Warszawskiego na południe.
Wojsko polskie postępowało coraz dalej, zajmując kolejno: Puławy, Lublin, Sandomierz, Zamość, Lwów, a 15 lipca Kraków. Zmusiło to Austriaków do opuszczenia Warszawy, a wreszcie Księstwa Warszawskiego, po klęsce w bitwie pod Wagram.
Wojna polsko-austriacka, a przede wszystkim bitwa pod Raszynem, to ogromny przełom w dziejach oręża polskiego. Przedkampanijna dyrektywa arcyksięcia Ferdynanda Karola d'Este zakładała, że „operacje mają być szybkie, nagłe i decydujące, trzeba prowadzić je z taką energią, że nic im oprzeć się nie zdoła, należy wyzyskać zaskoczenie wroga i nie dać mu czasu do wypoczynku, aż będzie pewność jego nieszkodliwości”. Po Raszynie, wobec zaskakującej dla Austriaków postawy żołnierzy polskich, dyrektywa ta przestała mieć sens. Wojska cesarskie straciły impet uderzenia i wiarę we własne siły, co w konsekwencji doprowadziło do przegranej w wojnie polsko-austriackiej.

## Upamiętnienie

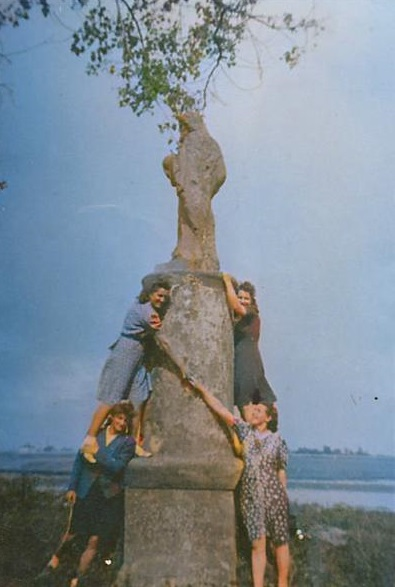
Figura Boga Ojca na grobli stawów raszyńskich na oryginalnym cokole z 1828 upamiętniająca bitwę pod Raszynem, figura Stephan Schwaner ok. 1692, cokół fundacji proboszcza w Raszynie, ks. Antoniego Zieleniewskiego, 1828 stan przed 1944

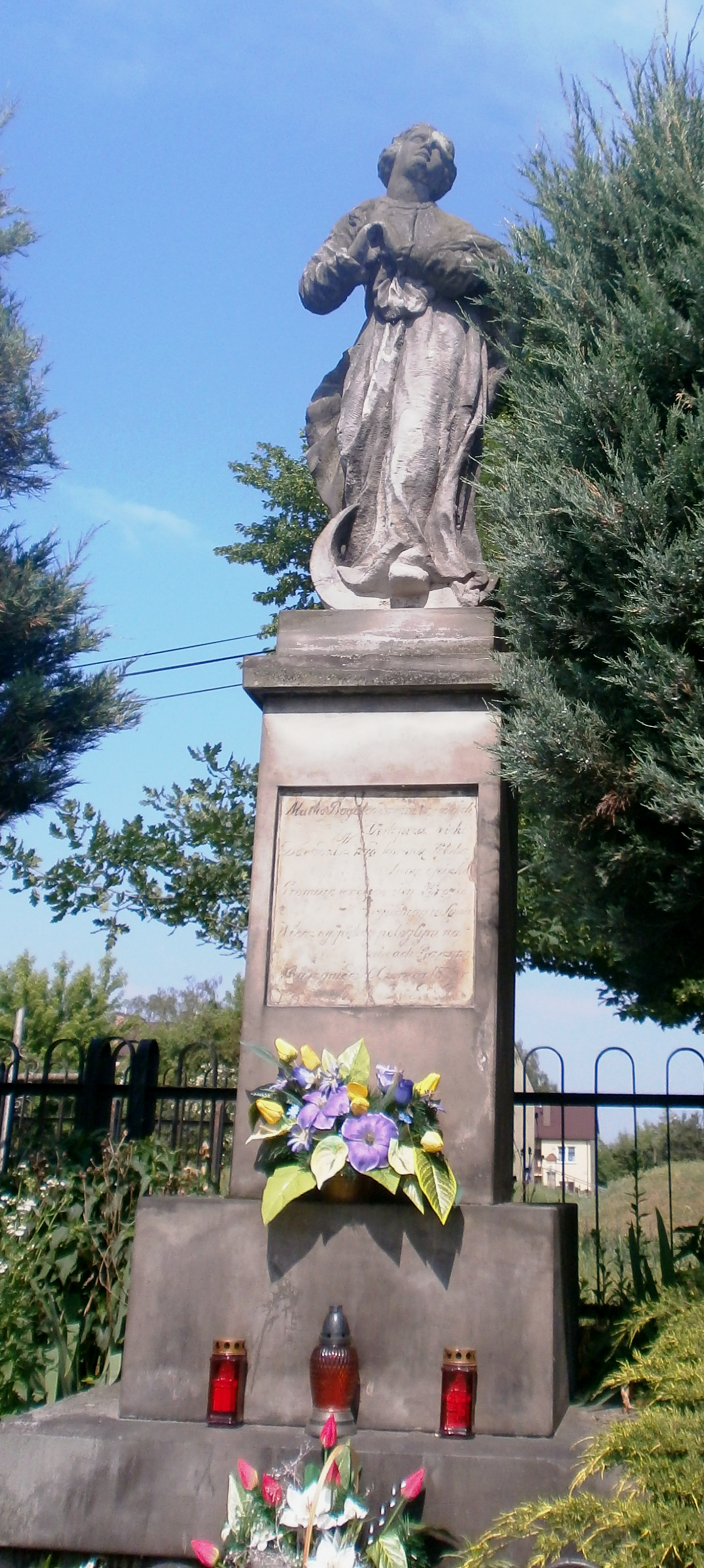
Figura Matki Boskiej z tablicą na mogile poległych w bitwie pod Raszynem, figura Stephan Schwaner przed ok. 1692, cokół fundacji proboszcza w Raszynie, ks. Antoniego Zieleniewskiego, 1828

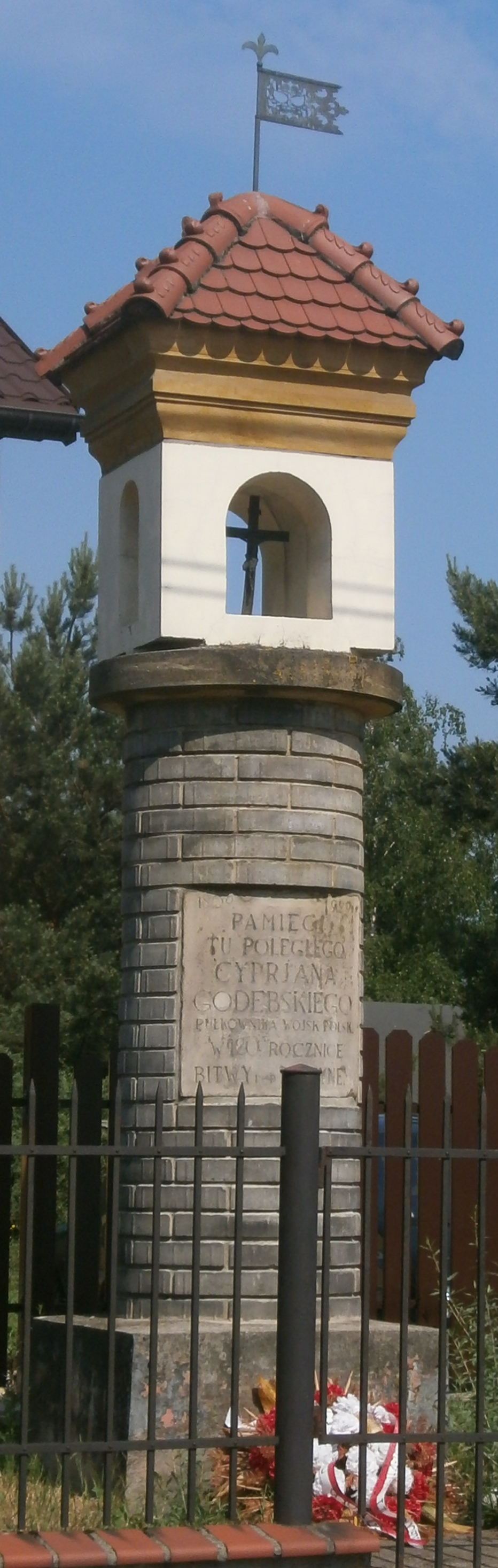
kapliczka w Raszynie z tablicą pamiatkową poświęconą płk Cyprianowi Godebskiemu

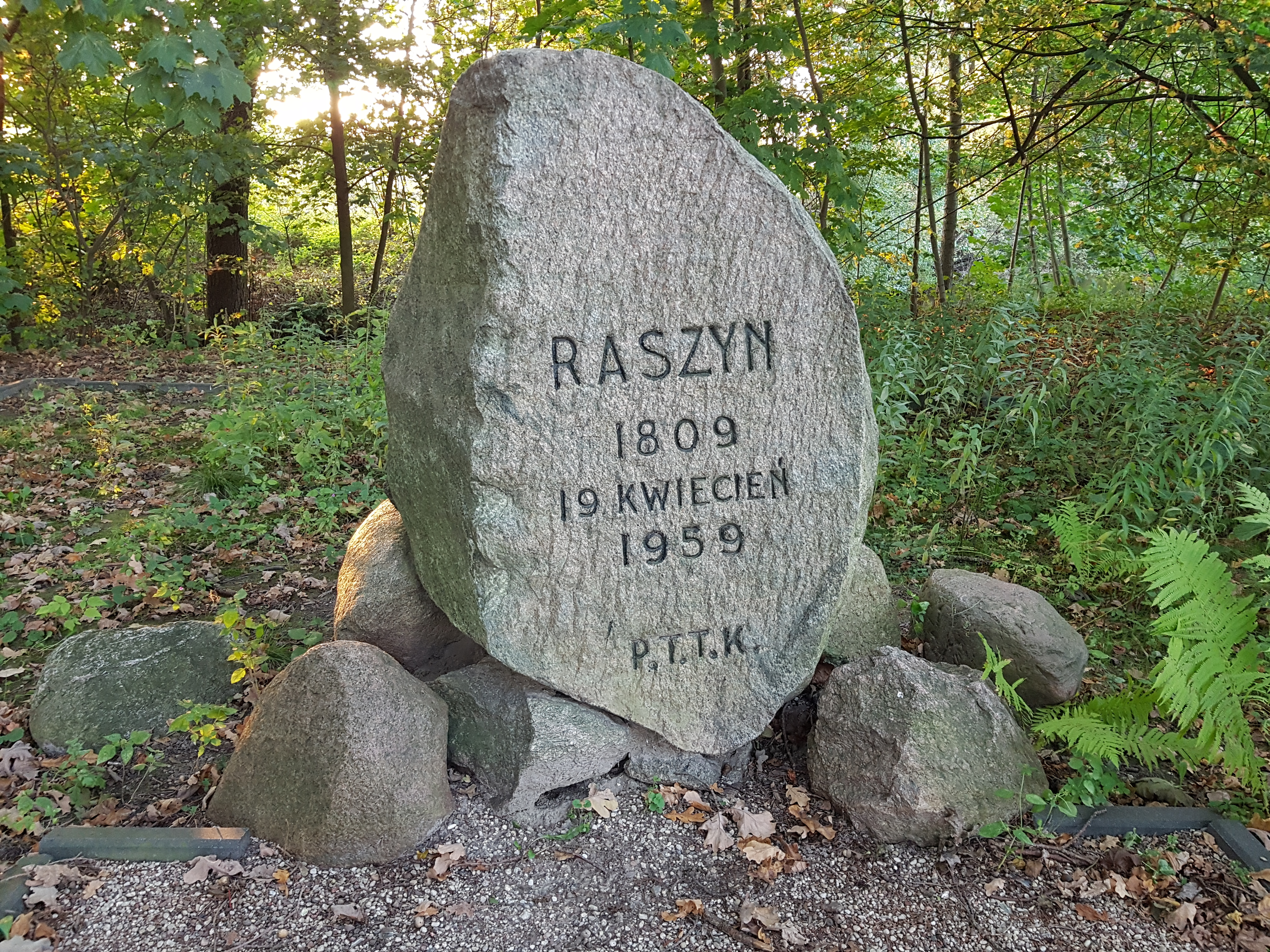
Pomnik na terenie rezerwatu przyrody Stawy Raszyńskie upamiętniający bitwę pod Raszynem w 1809 r. ufundowany przez PTTK w 1959 r.

W 1828 r. proboszcz w Raszynie ks. Antoni Zieleniewski ufundował ufundował dwa murowane cokoły na symbolicznych miejscach bitwy, tj. grobli falenckiej (raszyńskiej) oraz mogile żołnierzy polskich przy stanowisku dowodzenia księcia Józefa Poniatowskiego i głównej działobitni dalekiego zasięgu na północnym skraju wsi (późniejszym zbiegu alei Krakowskiej i ulicy Sportowej), oraz piaskowcową tablicę pamiątkową. Na cokołach tych ustawiono barokowe, pobrygidkowskie statuy, wykonane w warsztacie Stephana Schwanera w Wilanowie ok. 1692: Matkę Boską i Boga Ojca. Oryginalny cokół figury Boga Ojca wraz z tablica pamiątkową z 1828 nie zachował się.
W 1929 wmurowano tablicę pamiatkową poświęconą płk Cyprianowi Godebskiemu na kapliczce w Raszynie.
Walki pod Raszynem zostały, po 1990 r., upamiętnione na Grobie Nieznanego Żołnierza w Warszawie napisem na jednej z tablic, „RASZYN 19 IV 1809”. Na wschodniej elewacji kościoła w Raszynie zamocowano pozostałości dwóch pocisków artyleryjskich, które zostały w latach 90. XX wieku usunięte, podczas remontu elewacji, przy akceptacji ówczesnego proboszcza.

## Bitwa pod Raszynem w kulturze

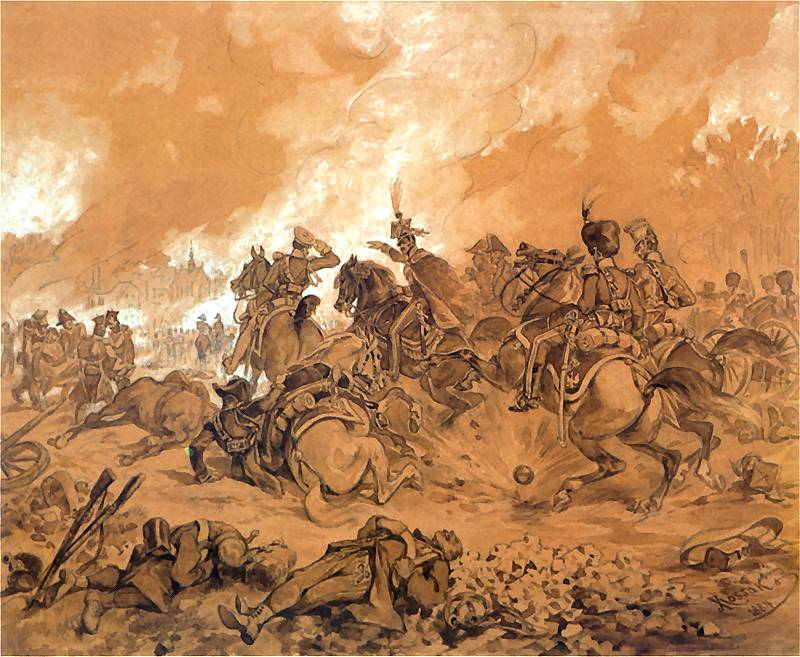
Bitwa pod Raszynem, szkic Juliusza Kossaka

Czyn wojska polskiego pod Raszynem utrwalił się w pamięci Polaków i przetrwał do naszych czasów jako symbol waleczności żołnierza i mądrości dowódców. Bitwa stała się inspiracją dla wielu osób. Jej motyw był wykorzystywany w malarstwie i w literaturze. Opisywano ją w pamiętnikach, pracach naukowych i popularnonaukowych. Inspirowała poetów, pisarzy i malarzy. Postanowiono ją nawet zrekonstruować. W rocznice bitwy obchodzi się Dni Raszyna, w czasie których odbywają się uroczystości patriotyczne integrujące lokalną społeczność. Bitwa pod Raszynem na zawsze wpisała się w historię Polski.
Bitwę uwieczniono w malarstwie:
- January Suchodolski, Bitwa pod Raszynem[28].
- January Suchodolski, 1855 Śmierć Cypriana Godebskiego pod Raszynem, Muzeum Narodowe, Warszawa.
- Wojciech Kossak, 1913, Bitwa pod Raszynem, Muzeum Narodowe, Warszawa. Olej na płótnie, 189,5 cm x 398 cm[29].
- Wojciech Kossak, 1913, Bateria w ogniu-Raszyn, Muzeum Wojska Polskiego, Warszawa. Olej na płótnie. 131 cm x 250 cm[30].
- Juliusz Kossak, 1884, Bitwa pod Raszynem, Muzeum Narodowe, Warszawa. Akwarela, gwasz, ołówek 23 cm x 32 cm.
- Aleksander Orłowski, Bitwa pod Raszynem

Opisano ją także w wielu książkach:
- Roman Sołtyk, 1839, Relacja uczestnika działań armii pozostającej pod rozkazami księcia Józefa Poniatowskiego w wojnie przeciw Austriakom w 1809 roku.
- Wacław Gąsiorowski, Rok 1809
- Fryderyk Florian Skarbek, 1860, Dzieje Księstwa Warszawskiego
- Stefan Żeromski, 1904, Popioły
- Bronisław Pawłowski, 1935, Wojna polsko-austriacka w 1809 roku.
- Gabriel Zych, 1969, Raszyn 1809
- Gabriel Zych, 1961, Armia Księstwa Warszawskiego 1807-1812
- Scott Bowden, 1981, Armies on the Danube 1809
- David Hollins, 1998, Austrian Grenadiers and Infantry 1788-1816
- Gabriel Zych, Polish-Austrian War of 1809
- Rafał Korbal, Bitwy w Historii Polski od Cedyni 972 do Arnhem 1944

Bitwę uwieczniono w filmie z 1977 roku pt. Raszyn. 1809. Jest to polska produkcja, z gatunku historyczno-dokumentalnego, w reżyserii Lucyny Smolińskiej i Mieczysława Sroki. Film obejmuje okres od 1806 r. (wkroczenie wojsk Napoleona na ziemie polskie) do 1809 r. (koniec zwycięskiej kampanii galicyjskiej). Bitwa pod Raszynem została tam ukazana jako ostateczne starcie między Księstwem Warszawskim a Cesarstwem Austriackim, które zdecydowało o dalszych losach Księstwa. Bitwa pod Raszynem została także pokazana w filmie fabularnym Popioły z 1965 w reż. Andrzeja Wajdy, będącym ekranizacją powieści Stefana Żeromskiego pod tym samym tytułem.
Bitwie pod Raszynem poświęcono pieśń Pole Raszyńskie, Marsz z pod Raszyna (1809) (pisownia z 1898 r.).

### Rekonstrukcje
W 2005 i 2006 roku na łąkach falenckich, odtworzono batalię z udziałem kilkuset rekonstruktorów z Polski, Czech i Rosji, wspartych baterią dział i kawalerią. Rekonstrukcja w 2006 roku została najwyżej ocenionym projektem w programie Patriotyzm Jutra Ministerstwa Kultury i Dziedzictwa Narodowego. Następna rekonstrukcja odbyła się w 200 rocznicę bitwy w 2009 roku.

### Rocznice
Ważniejsze wydarzenia w rocznicę bitwy:
- 1828 (19 rocznica) – proboszcz raszyński Antoni Zieleniewski ufundował dwa cokoły, ma których ustawił dwie barokowe pobrygidkowskie figury z warsztatu Stephana Schwanera, ok. 1692 r.[27]:

figurę Matki Boskiej z tablicą, na której umieszczono modlitwę za poległych. Postawiono ją przy Nowym Trakcie (obecna Al. Krakowska) w pobliżu szańca artyleryjskiego wojsk polskich,
figurę Boga Ojca na grobli stawów raszyńskich. Oryginalny cokół figury Boga Ojca z 1828 nie zachował się.
- 1929 (120 rocznica) – po odzyskaniu niepodległości na XVII-wiecznej przydrożnej kapliczce przy Starym Trakcie (obecnie ul. Godebskiego) ufundowano pamiątkową tablicę.
- 1959 (150 rocznica) – PTTK ustawiło w pobliżu grobli pamiątkowy głaz. Szkole podstawowej w Raszynie nadano imię Cypriana Godebskiego.
- 1989 (180 rocznica) – na dziedzińcu szkoły w Raszynie ustawiono pamiątkowy kamień.
- 1995 (186 rocznica) – Szkole w Ładach nadano imię księcia Józefa Poniatowskiego.